# Kitcharao
Kitcharao es un municipio filipino de cuarta categoría, situado en la parte nordeste de la isla de Mindanao. Forma parte del Segundo Distrito Electoral de la provincia de Agusan del Norte situada en la Región Administrativa de Caraga, también denominada Región XIII.

## Geografía
Se trata del municipio más septentrional de la provincia, situado en el interior, limítrofe con Surigao del Norte y ribereño del lago Mainit. 
En su término se encuentra el monte Kabutan (975 msnm).
Confina al norte con el mencionado lago y los municipios de Alegría, de Gigaquit y de Claver de Surigao; al sur con su matriz Jabonga; al este con el mencionado Claver y el de Carrascal; y al oeste con el lago.

### Barangays
El municipio de Kitcharao se divide, a los efectos administrativos, en 11 barangayes o barrios, conforme a la siguiente relación:
| - Bangayan - Canaway - Hinimbangan | - Jaliobong - Mahayahay - Kitcharao (Población) | - San Isidro - San Roque - Sangay | - Crossing - Songkoy |  |

## Historia
Municipio creado el 29 de agosto de 1963 cuyo territorio fue segregado del término de Jabonga.
Su primer alcalde fue Marceliano Morada, siendo vicealcalde Mariano M. Napalan.
En 2005 fueron creados los barrios de Crossing y Songkoys.